# Área micropolitana de Lewisburg (Pensilvania)
El área micropolitana de Lewisburg,  y oficialmente como Área Estadística Micropolitana de Lewisburg, PA µSA tal como lo define la Oficina de Administración y Presupuesto, es un Área Estadística Micropolitana centrada en la localidad de Lewisburg en el estado estadounidense de Pensilvania. El área micropolitana tenía una población en el Censo de 2010 de 44.947 habitantes, convirtiéndola en la 295.º área micropolitana más poblada de los Estados Unidos. El área micropolitana de Lewisburg comprende el condado de Union, siendo Lewisburg la localidad más poblada.

## Composición del área micropolitana

### Boroughs
Hartleton |
Lewisburg |
Mifflinburg |
New Berlin 

### Municipios
Buffalo |
East Buffalo |
Gregg |
Hartley |
Kelly |
Lewis |
Limestone |
Union |
West Buffalo |
White Deer 

### Lugar designado por el censo
Allenwood |
Linntown 

### Área no incorporada
Winfield 